# Alexandra Rochelle
Alexandra Rochelle (ur. 14 grudnia 1983 w Vannes) – francuska siatkarka, grająca na pozycji libero. Obecnie występuje w drużynie Béziers Volley.

## Sukcesy klubowe
Mistrzostwo Francji:
- 2018
- 2013, 2021
- 2007, 2008, 2012, 2014, 2016, 2017

## Nagrody indywidualne
- 2014: Najlepsza libero francuskiej Ligue A w sezonie 2013/2014